# Lenssen & spol.
Lenssen & spol. (v německém originále Lenßen & Partner) je německý seriál natáčený od roku 2003 do roku 2009, jeho domovskou televizí je německá SAT 1.
Ingo Lenssen je advokát, který se svými vyšetřovateli Christianem Stormem, Sandrou Nitkovou, Katjou Hansenovou, Tekinem Kurtulusem a později také s Markem Blombergem, sekretářkou Julií Brahmsovou, Ninou Marxovou nebo s komisařem Sebastienem Thielem řeší kriminální případy klientů, kteří je prosí o pomoc při vyhrožování, hledání pohřešovaných osob a v podobných případech.
V seriálu se zakrývají SPZky a názvy firem. Další zajímavostí je, že Ingo Lenssen a jeho advokátní kancelář opravdu existuje. Ingo Lenssen je opravdová osoba a většina ostatních vyšetřovatelů hraje pod svým pravým jménem.
Role v seriálu jsou: Ingo Lenssen (advokát), Christian Storm a Sandra Nitka (team 1), Katja Hansen a Tekin Kurtulush (team 2). V pozdějších sériích se objevují i Nina Marxová, Sebastian Thiele a místo sekretářky Gabi von Polsdorfové je zde Julia Brahmsová, která je rovněž vyšetřovatelkou. Bohužel byla v roce 2009 zastřelena a nikdo už jí nedokázal pomoci.